# Yoko cacciatrice di demoni
Yoko cacciatrice di demoni (魔物ハンター妖子?, Mamono Hantā Yōko) è una serie OAV in sei puntate, prodotta nel 1990 dallo studio Madhouse e tratta dall'omonimo manga di Gaku Miyao. In Italia la serie è stata distribuita da Yamato Video per il mercato home video.

## Trama
La vita di Yoko, una normale ragazzina, viene sconvolta quando scopre di essere discendente di una stirpe di cacciatrici di demoni. Da quel momento iniziano le sue incredibili avventure, sempre a caccia di creature spaventose. Yoko viene aiutata da alcuni amici e soprattutto dalla nonna (anche lei cacciatrice), che la segue sempre consigliandola sia nei combattimenti sia nei suoi primi amori da adolescente.
Nell'edizione originale giapponese, Yoko è la 108ª cacciatrice di demoni della sua famiglia, mentre sua nonna Madoka è la 107ª; la madre di Yoko, Sayoko, non era potuta diventare la 108ª perché aveva perso la verginità prima di compiere 16 anni. Nei primi 3 episodi dell'edizione italiana, Yoko è la 111ª cacciatrice e Madoka la 110ª; l'errore è stato corretto negli ultimi due episodi (il quarto è solo un video musicale).

## Doppiaggio
| Personaggio              | Doppiatore originale | Doppiatore italiano  |
| ------------------------ | -------------------- | -------------------- |
| Yoko Mano                | Aya Hisakawa         | Marisa Della Pasqua  |
| Ayako Mano               | Aya Hisakawa         | Paola Della Pasqua   |
| Madoka Mano (da anziana) | Yūji Mitsuya         | Silvana Fantini      |
| Madoka Mano (da giovane) | Satomi Koorogi       | Silvana Fantini      |
| Sayoko Mano              | Hiromi Tsuru         | Anna Bonel           |
| Haruka Mano              | Noriko Hidaka        | Patrizia Salmoiraghi |
| Kiaki Mano               | Yuji Mitsuya         | Angela Cicorella     |
| Azusa Kanzaki            | Konami Yoshida       | Adriana Libretti     |
| Chikako Ogawa            | Chieko Honda         | Barbara Sirotti      |
| Shujin                   | Ikuya Sawaki         | Carlo Bonomi         |
| Biryu                    | Kaneto Shiozawa      | Marcello Cortese     |
| Wakabayashi Osamu        | Kappei Yamaguchi     | Luca Sandri          |
| Preside                  | Mika Doi             | Rosetta Salata       |
| Speaker Dei Demoni       | Mugihito             | Alberto Mancioppi    |
| Reiko                    | Naoko Matsui         | Valeria Falcinelli   |
| Hideki Kondo             | Shō Hayami           | Marcello Cortese     |
| Principessa Yanagi       | Sumi Shimamoto       | Patrizia Salmoiraghi |
| Ryuichi Asakura          | Toshiyuki Morikawa   | Flavio Arras         |
| Vecchia                  | Reiko Suzuki         | Clara Zovianoff      |
| Capo Cantiere            |                      | Fabio Mazzari        |
| Vicecapo                 |                      | Giorgio Bonino       |

## Episodi
| Nº | Titolo italiano Giapponese 「Kanji」 - Rōmaji                                                             | Edizione home video | Edizione home video |
| Nº | Titolo italiano Giapponese 「Kanji」 - Rōmaji                                                             | Giapponese          | Italiano            |
| 1  | Luna di sangue 「魔物ハンター妖子」 - Mamono hantā Yōko                                                   | 1990                | 2006                |
| 2  | La foresta del rancore 「魔物ハンター妖子2」 - Mamono hantā Yōko 2                                        | 1992                | 2006                |
| 3  | Dalle nebbie del passato 「魔物ハンター妖子3」 - Mamono hantā Yōko 3                                      | 1993                | 2006                |
| 4  | Super music clip 「魔物ハンター妖子スーパーミュージッククリップ」 - Mamono hantā Yōko sūpāmyūjikkukurippu | 1993                | 2006                |
| 5  | Il demone del tempo 「魔物ハンター妖子5 光陰覇王の乱」 - Mamono hantā Yōko 5 kōin haō no ran              | 1994                | 2006                |
| 6  | Il sigillo spezzato 「魔物ハンター妖子2 （ようこのじじょう）」 - Mamono hantā Yōko2 (Yōko no jiji yō)     | 1995                | 2006                |